# Kochuľa
Kochuľa (1027 m) – szczyt w Starohorskich Wierchach na Słowacji. Znajduje się w zakończeniu krótkiego, północnego grzbietu Kečki. Jego północne stoki stromo opadają do Doliny Korytnickiej, wschodnie i zachodnie do dolin dwóch potoków uchodzących do Korytnicy (po stronie wschodniej jest to Veľká Šindliarka). 
Kochuľa jest całkowicie porośnięta lasem. Jej zachodnie i północne stoki okrąża droga leśna. Szczyt znajduje się w obrębie Parku Narodowego Niżne Tatry i nie prowadzi nim żaden szlak turystyczny.